# 清水寺 (台東区)
清水寺（せいすいじ）は、東京都台東区にある天台宗の寺院。

## 歴史
829年（天長6年）、慈覚大師円仁によって開山された。淳和天皇の代に疫病が流行ったことから、淳和天皇は円仁に疫病退散を命じた。円仁は自ら千手千眼観世音菩薩を彫り、武蔵国平河（現・東京都千代田区平河町）に安置した。これが当寺の由来である。この像のご利益により疫病も止んだという。
その後、1606年（慶長11年）に馬喰町に移転し、1657年（明暦3年）の明暦の大火後に現在地に移転した。
1997年（平成9年）に新伽藍が新築された。

## 文化財
- 木造千手観音坐像（台東区有形文化財 平成10年度登載）[4]

## 交通アクセス
- つくばエクスプレス浅草駅より徒歩7分
- 東京メトロ銀座線田原町駅から徒歩10分
- 日比谷線入谷駅から徒歩15分